# 2 Willow Road

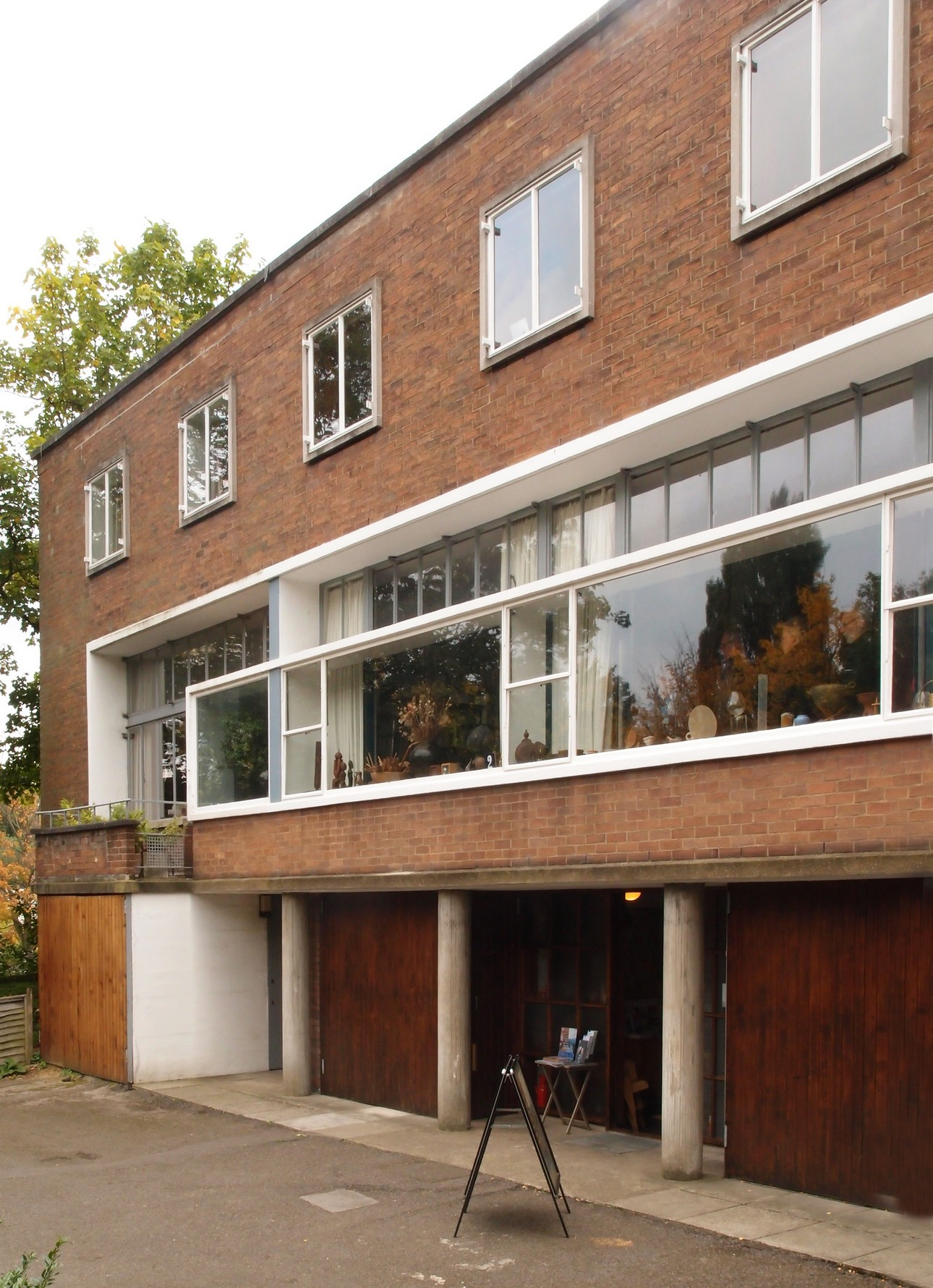
2 Willow Road, Hampstead

Le 2 Willow Road fait partie d'une rangée de trois maisons à Hampstead, Londres, conçue par l'architecte Ernő Goldfinger et achevée en 1939. La maison est gérée par le National Trust depuis 1995 et est ouverte au public. 
Il s'agit de l'un des premiers bâtiments modernistes acquis par le Trust. Goldfinger y a vécu avec sa femme Ursula et leurs enfants jusqu'à sa mort en 1987. 
Opposé à la construction de cette maison, devant remplacer plusieurs habitations traditionnelles, le célèbre romancier Ian Flemming nomma son vilain le plus connu en souvenir de l'architecte.

## Histoire
Initialement, Goldfinger avait prévu de construire un bloc d'appartements-studios, estimant que la vie en appartement était un choix plus socialement responsable pour les architectes modernes. Cette idée fut rejetée par le Conseil du comté de Londres en 1936. L'architecte révisa ses plans pour inclure un bloc de trois maisons, conservant la structure en béton inhérente à sa philosophie moderniste. Il soumit ses plans révisés fin 1937. La construction du 2 Willow Road fut achevée à l'été 1939, construite en béton et avec un parement en briques rouges.
Un certain nombre de chalets furent démolis pour permettre sa construction, à laquelle s'opposaient fortement un certain nombre de résidents locaux, dont le romancier Ian Fleming ainsi que le futur ministre de l'Intérieur conservateur Henry Brooke. 
Cet incident conduisit Fleming à nommer son méchant Auric Goldfinger en guise de vengeance. 
La maison n° 2, que Goldfinger a conçue spécifiquement comme sa propre maison familiale, est la plus grande des trois maisons et dispose en son centre d'un escalier en colimaçon conçu par l'ingénieur Ove Arup. Le bâtiment est soutenu par une ossature en béton, dont une partie est extérieure, laissant place à un intérieur spacieux et épuré, peut-être inspiré par les idées de Raumplan de l'architecte moderniste Adolf Loos.

## Aujourd'hui

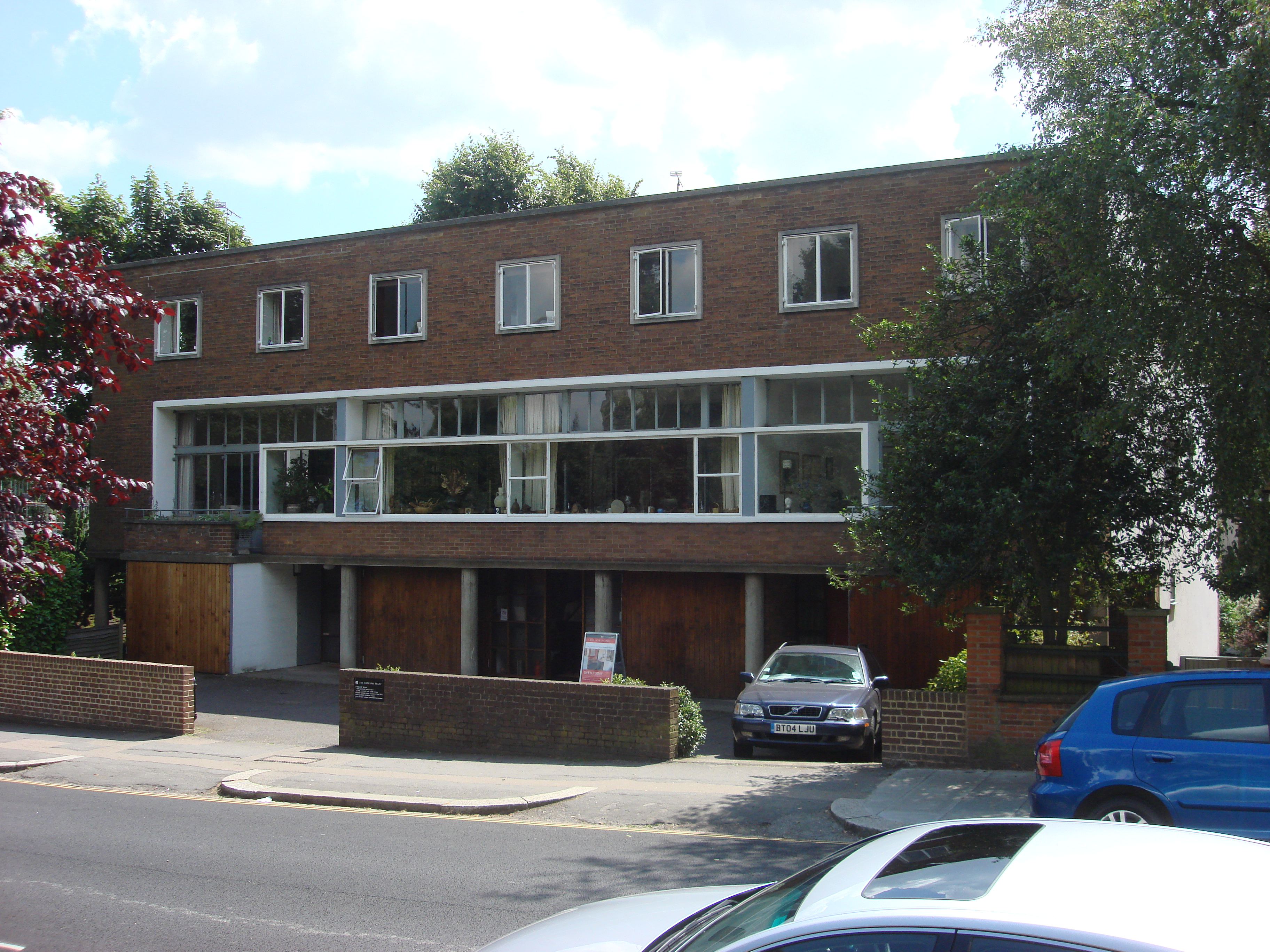
(2009)

Goldfinger lui-même conçut une grande partie du mobilier du «numéro 2», et la maison abrite également une importante collection d'œuvres d'art du XXe siècle de Bridget Riley, Prunella Clough, Marcel Duchamp, Eduardo Paolozzi, Henry Moore et Max Ernst.
Les numéros 1 et 3 demeurent privés.